# Landhævning
Landhævning er jordskorpens hævning i forhold til havniveau. I områder dækket af indlandsis i istiden, såsom Norden og Canada, opstår postglacial landhævning. I områder, hvor jordskorpens plader støder sammen, får man "tektonisk landhævning" kombineret med jordskælv. Havoverfladens højde i forhold til jordoverfladen påvirkes også af ændringer i vandets volumen i verdenshavene.

## Postglacial landhævning
Ved slutningen af sidste istid, Weichsel, var dele af Nordeuropa og Nordamerika dækket af et op til 3 km tykt islag. Ved islagets afsmeltning steg landet; i den første periode efter istiden op mod 8 cm årligt. Da isen først var forsvundet, aftog landhævningen til omkring 25 mm årligt. I Norge er den kraftigst i det indre af Oslofjorden med fire mm årligt. I Sverige er landhævningen størst i Norrland og Ångermanland (höga kusten), hvor landet stiger med 8 mm årligt, mens landet i Skåne og på Jæren synker med 0,1 mm årligt. I dag ligger Oslo 220 m højere end under istiden, Vestlandet 30 m højere, men Bottenviken næsten 300 m højere; her ses tydelige strandlinjer langt over dagens havniveau. Rester af havbund er synlige langt inde i landet. I Danmark varierer landhævningen mellem 0,3 mm årligt i det sydvestligste Danmark og 2 mm årligt i det nordligste Jylland. Danmarks gamle kystlinje genfindes langt inde i landet; i Nordjylland 10–12 m over nuværende havniveau, i Nordøstsjælland 4–6 m.

## Vippelinje i Danmark
Vippeaksen mellem den postglaciale landhævning og landsænkning (vippelinjen) går tværs over Fyn og hen over det nordlige Jylland, så at Danmark hæver sig mod nordøst og sænker sig mod sydvest med tilsvarende fare for oversvømmelser, især i vadehavsområder. Lokalt øger landsænkningen dermed effekten af havstigningen, mens landhævningen modvirker den. I København og Århus er stigningen på 0,5 mm om året. Størst er stigningen ved Skagen med 1,75 mm. Syd for vippelinjen synker landet op til 0,4 mm om året. Nyere gps-beregninger viser imidlertid en anden forløb ved den nordtyske østersøkyst og hen mod det sydlige Jylland Udover den kendte akse fra Ringkøbing til Fakse er der altså også en vippelinje, der følger linjen Fanø-Sønderborg-Gedser.

## Opdagelsen
Landhævningen var så synlig i Sverige, at man i 1700-tallet troede, at der skete en "vandformindskning". På initiativ af Anders Celsius blev der hugget et antal mærker ind i bjergvægge rundt omkring i Sverige. Dermed kunne man allerede i 1765 kontrollere, at det i stedet drejede sig om en ujævn landhævning, hvis årsag dog forblev ukendt, indtil skotten Thomas Jamieson  i 1865 satte den i sammenhæng med istiden, som man havde opdaget i 1837. Efter Gerard de Geers undersøgelser af gamle strandlinjer i 1890 blev teorien alment godtaget.

## Dobbel landhævning
På Svalbard, Grønland og Sydpolen foregår en dobbelt landhævning: Dels den gamle, nu 10.000 år gamle bevægelse, og dels en ny, der skyldes gletchernes nuværende afsmeltning. På Svalbard er landhævningen faktisk tredobbel, da den skyldes ændringer i ismasserne både efter sidste istid, efter den lille istid (som på Svalbard første endte i 1870), og i dag.

## Målemetoder
Meget baseres på GPS, der måler landhævningen "absolut", altså i forhold til Jordens centrum. For endnu større nøjagtighed suppleres med rumsatelitter, der måler både havniveau og landhævning med laser. Dertil benyttes VLBI (Very Long Baseline Interferometry) som baserer sig på radiosignaler fra kvasarer langt ude i verdensrummet.